# Gölnicbánya
Gölnicbánya (szlovákul Gelnica, németül Göllnitz) város Szlovákiában, a Kassai kerület Gölnicbányai járásának székhelye. A Szepesség egyik legfontosabb bányavárosa.

## Nevének eredete
Neve eredetileg víznév, a Gölnic-patakról nevezték el, amely mellett fekszik. A patak neve a szláv gnilec melléknévből ered, ami poshadt vizet jelent.

## Fekvése
Eperjestől 28 km-re délnyugatra fekszik.

## Története

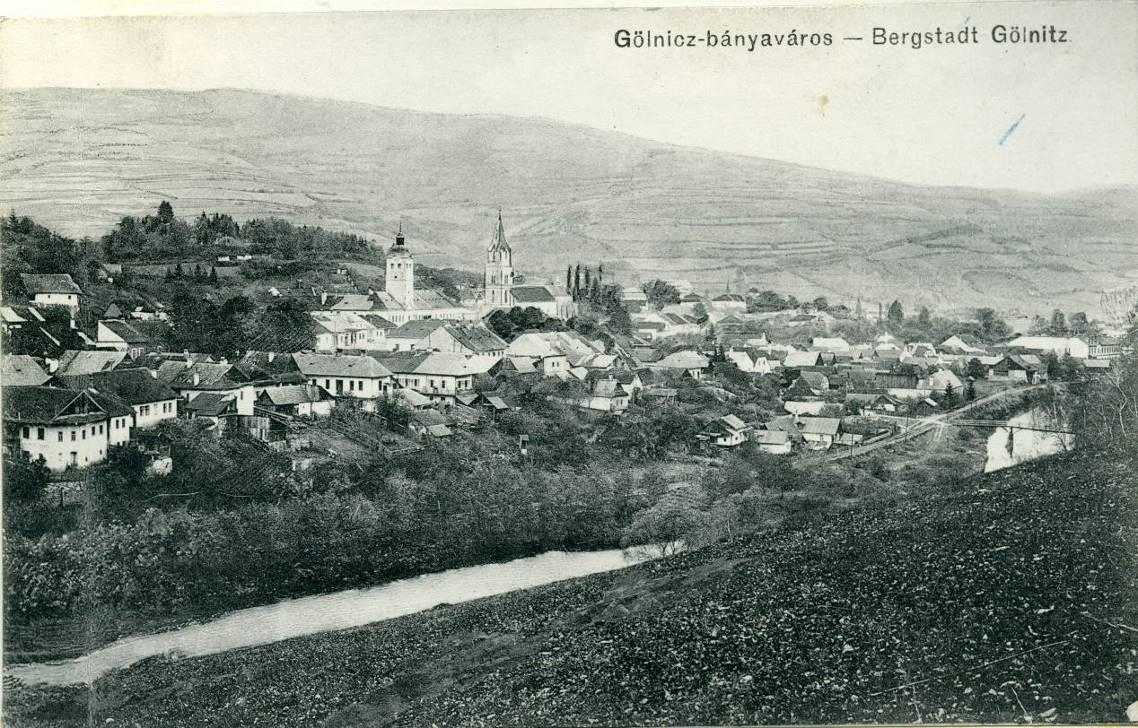
Gölnicbánya 1900-ban

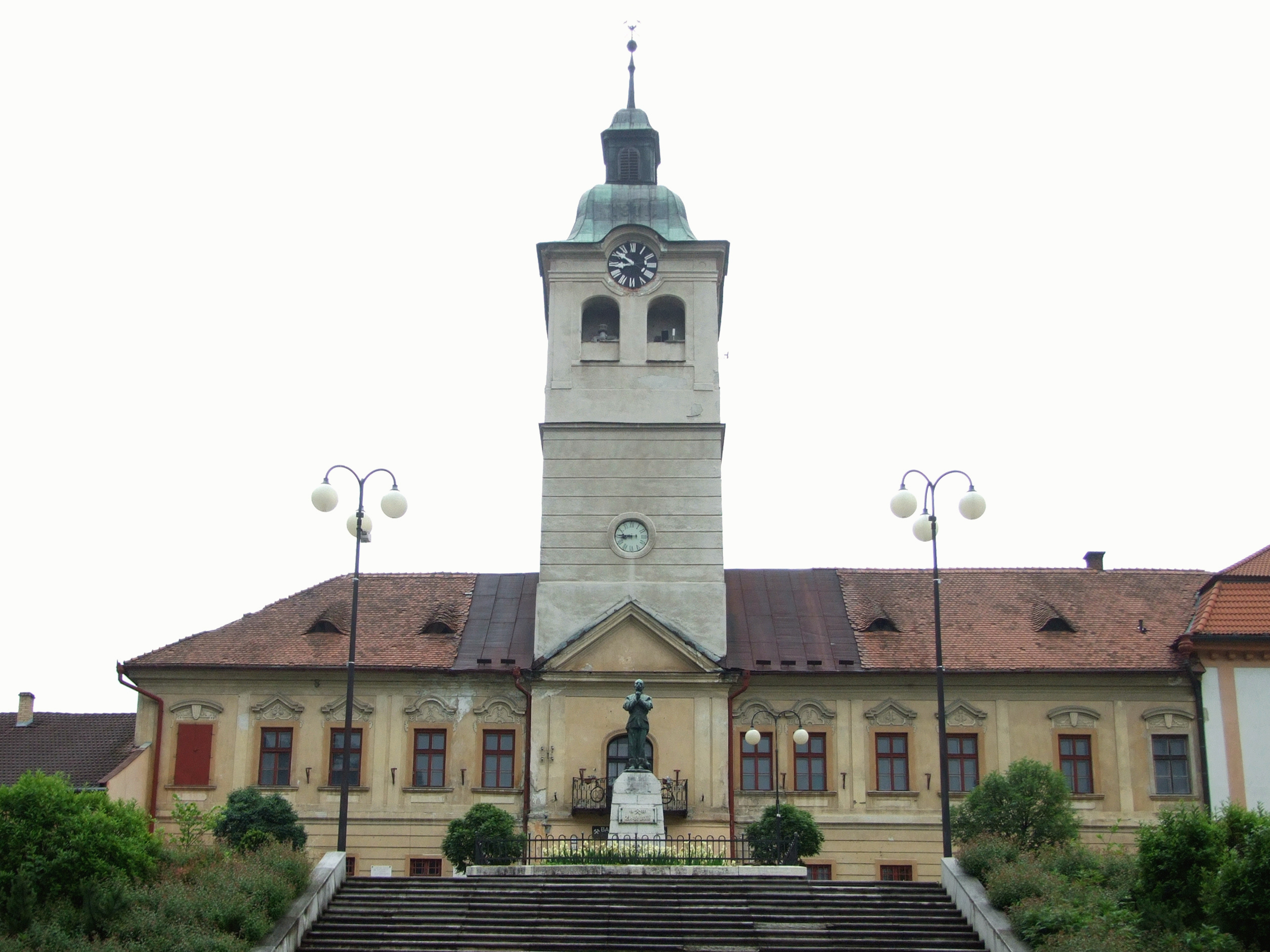
Városháza

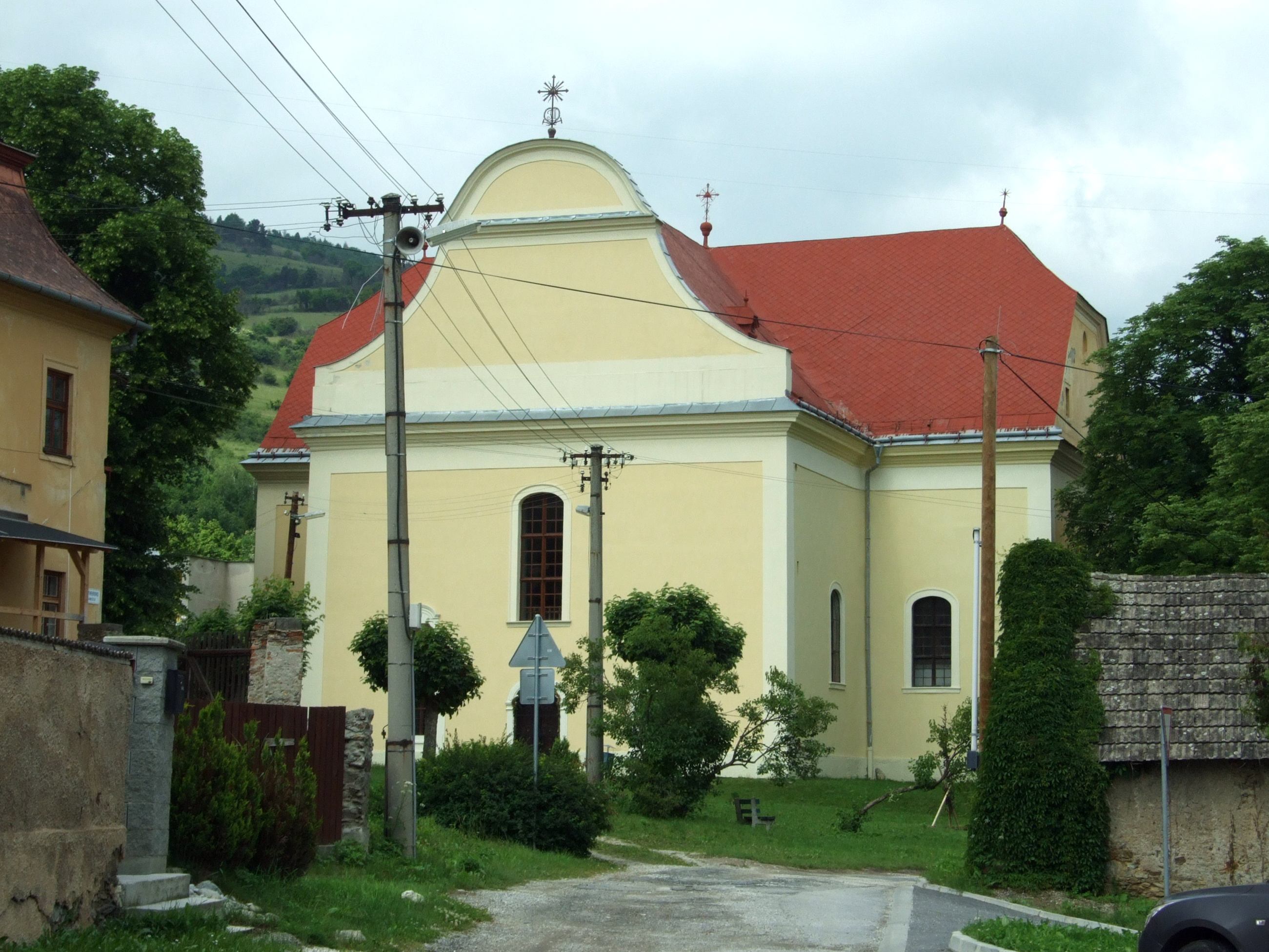
Evangélikus templom

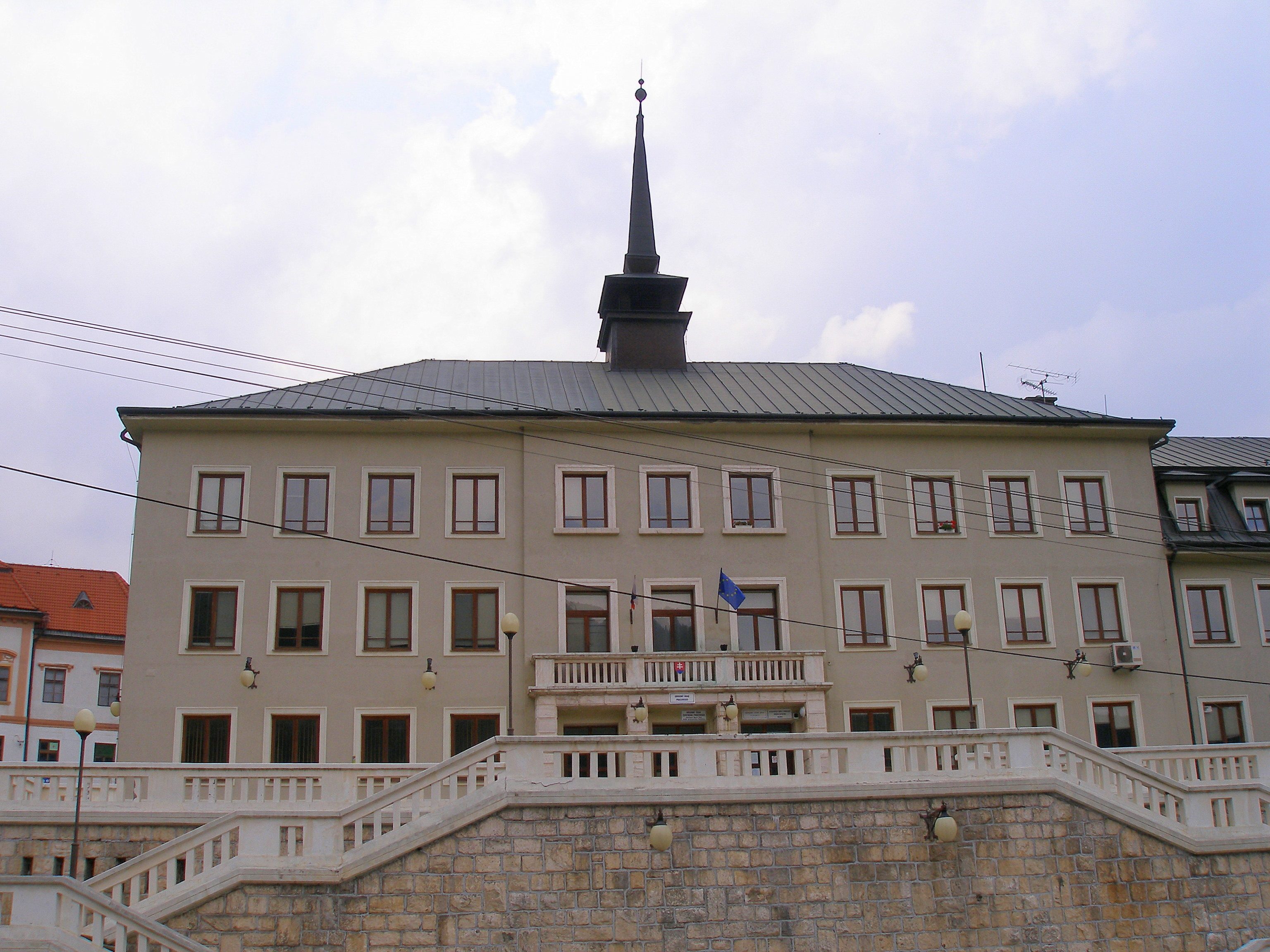

A régészeti leletek tanúsága szerint a Gölnic völgyében már a kőkorszakban, majd a bronzkorban is éltek emberek.
A várost német aranybányászok alapították a 12. században. A város a tatárjárást követően indult igazán fejlődésnek, miután Bajorországból, Türingiából és a Rajna-vidékről német telepesek érkeztek az elpusztított lakosság helyére. Gölnicbánya csakhamar a környező bányásztelepülések központja lett. Gölnicbánya vidéke a 13. században közigazgatásilag nem a Szepességhez, hanem a kamaragróf hatósága alá tartozott. A gölnic- és szomolnokbányavidéki németek közvetlen királyi hatalom alatt, a bányavárosok külön közigazgatási egységében egyesültek.
Az óváros déli végétől nyugatra állott egykor vára, melyet 1234-ben II. András uralkodása alatt kezdtek építeni. Először 1246-ban említi oklevél a települést „Gylnychbanya” néven. 1264-ben IV. Bélától kapta városi jogait. Ezeket később V. István és IV. László is megerősítette. 1276-ban „Gelnic”, 1280-ban „Gulnychbana” néven találjuk. 1288-ban domonkos szerzetesek építettek kolostort itt. Városi jogait 1317-ben Károly Róbert, majd 1359-ben Nagy Lajos király is kiterjeszti. 1379-ben „Gulnicia”, „Gulnych” a neve.
A város fénykorát a 15. században élte, amikor nagy mennyiségű ezüstöt és rezet bányásztak itt. 1435-ben Luxemburgi Zsigmond kiterjesztette városi jogait, mely következtében Gölnicbánya szabad királyi város lett. Várát 1436-ban említik először. 1437 októberében Zsigmond elzálogosította Eberhard Cliber bambergi polgárnak. 1444-től Giskra zsoldosai birtokolták. A város legrégibb pecsétje 1497-ből származik. A vár 1527-ben elpusztult, köveit széthordták. Ma rom Gölnicbánya területén. Kolostorát 1543-ban egy lázadás során lerombolták. 1726-ban a Gölnic völgyében fekvő hét alsó bányaváros központja lett. Később a vastermelés került túlsúlyba. A fémfeldolgozás miatt olvasztóhámorok is működtek itt.
A 18. század végén Vályi András így ír róla: „GÖLLNITZ. vagy Gelnitz, Hniletz. német mező Város Szepes Vármegyében, földes Ura G. Csáky Uraság, lakosai katolikusok, és evangelikusok, fekszik Gelnitz vize mellett, Remete, és Krompack között. Ispotálya van, vasa, és hámora is nevezetes, rezet ásnak bányaiban, ’s vas drótokat is készítenek, Bányai már 1280-dik esztendőben esméretesek valának, lakosai németűl beszélnek ugyan; de sokkal külömbözőbb hangzatot, és kimondást adnak a’ szavaknak mint Lőtsén, vagy másutt, a’ hol németűl tisztán beszéllenek; ezek pedig darabos, és idomatlan hangokkal élnek. Nem meszsze látszatik a’ Várostól egy régi Várnak avagy kastélynak omladékja. Határja soványas, keresetre jó módgya minden nap a’ Bányákban, fája mind a’ két féle, az első Osztályba számláltatott.”
Fényes Elek 1851-ben kiadott geográfiai szótárában így ír a városról: „Gölnicz, (Gelnicza), tót-német bányaváros Szepes vármegyében, a Gölnicz vagy Hnilecz vize mellett, Szomolnokhoz éjszak-keletre 3 mfldnyire, magas hegyek közt: 2248 kath., 2768 evang., vagyonos lakosokkal. Kath. és evang. anyatemplom. Sörház. Vendégfogadó. Vas- és réz-bányák. Helyettes bányász-törvényszék. Az idevaló vasat az iglóival együtt legjobbnak tartják a megyében. Fő gazdasága vas- és rézbányáiban áll. Van itt 2 vashámor, 3 vasolvasztó és frisitő kemencze, mellyekben évenkint 17,000 mázsa vas készül. Egy vas-szeggyár; a közel fekvő Grellenseifen nevű völgyben ismét kilencz hámort hajt a hasonnemű viz. Lakik itt továbbá 175 kovácsmester, kiknek nagyobb része csak vasszegeket készít. A kovácsműhelyek száma 22, s ennyi a tulajdonos mester is; a többi ezeknél bérben dolgozik. Van itt végre még 4 rézkovács s 3 bánya-kovács-műhely, 4 árpakásamalom, egy érczzuzda. A város 1838-ban gr. Csáky családtól örökösen megváltá magát.”
A 19. század végére színesfémbányái kimerültek, csak vasbányászata maradt meg, mely még ma is fejlett. A trianoni diktátumig Szepes vármegye Gölnicbányai járásának székhelye volt.

## Népessége
| Év:            | 1994. | 2004.   | 2014.   | 2024.   |
| -------------- | ----- | ------- | ------- | ------- |
| Emberek száma: | 6366  | 6213    | 6163    | 5775    |
| Eltérés:       |       | -2,40 % | -0,80 % | -6,29 % |

| Év:            | 2023. | 2024.   |
| -------------- | ----- | ------- |
| Emberek száma: | 5807  | 5775    |
| Eltérés:       |       | -0,55 % |

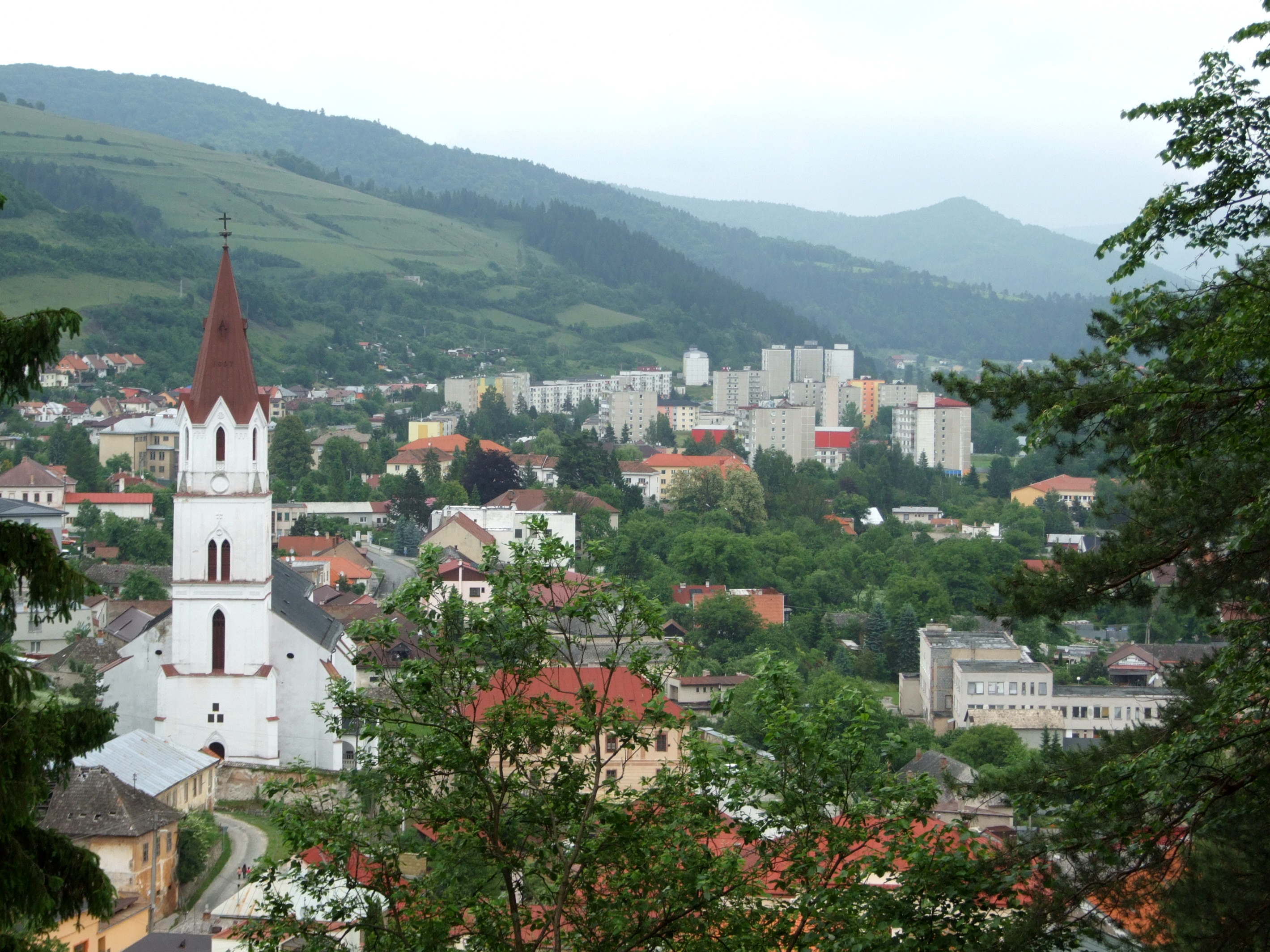
Gölnicbánya, elöl a Mária mennybemenetele templom

1789-ben 699 házában 5024 lakos élt.
1828-ban 644 háza és 4632 lakosa volt.
1910-ben 3833-an lakták, ebből 2095 fő német, 1098 szlovák és 606 magyar.
2011-ben 6202 lakosából 5233 fő szlovák.

## Nevezetességei

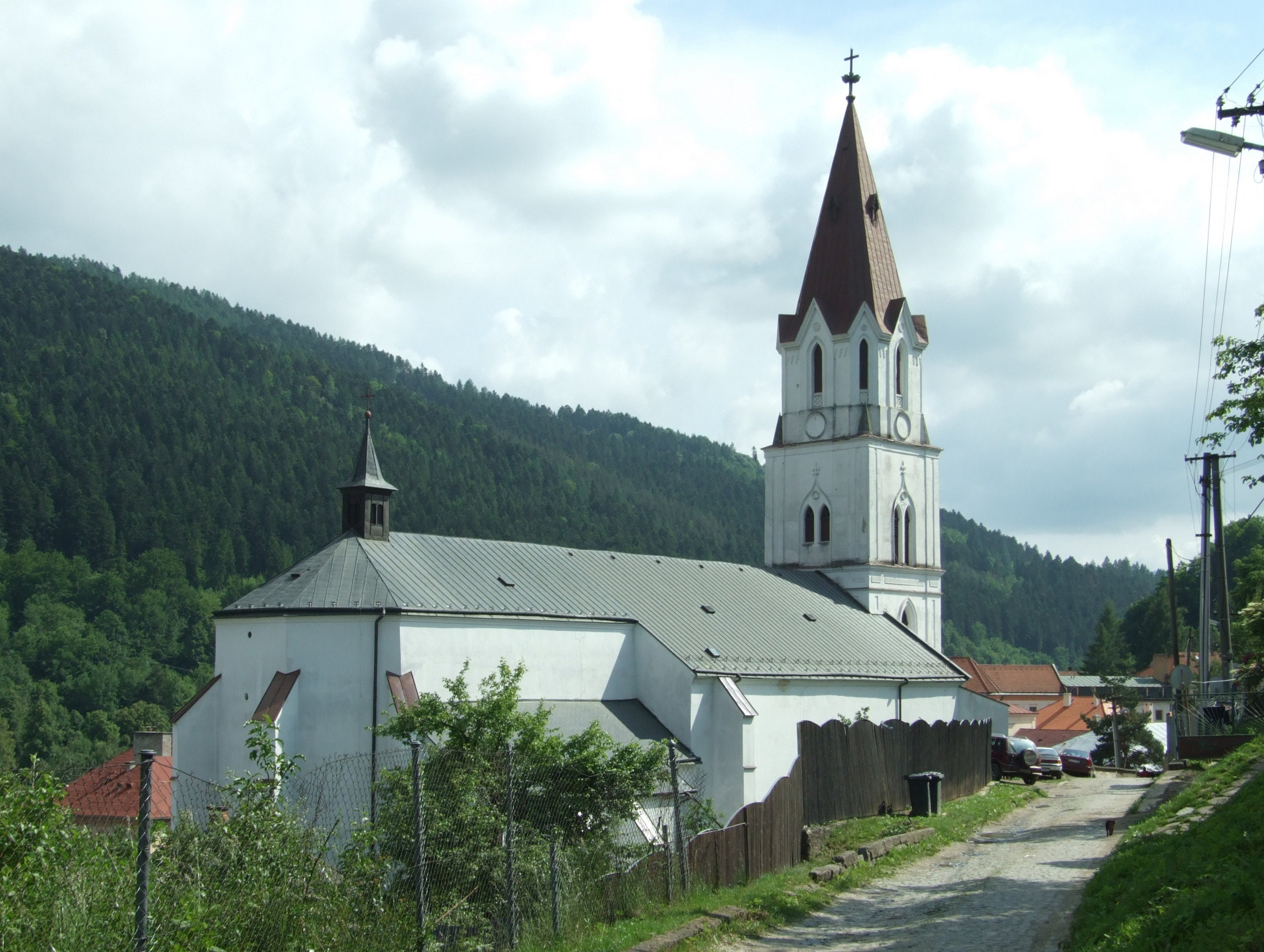
A plébániatemplom gótikus stílusban épült

- A város feletti magaslaton 13. századi vár romjai találhatók.
- Római katolikus plébániatemplomát Mária mennybemenetelének tiszteletére szentelték a 14. század második felében, a 15. században átépítették. Korának legnagyobb méretű szepességi temploma volt. A háromhajós, gótikus eredetű templomot egykor erődfal övezte.
- Az 1807-ben épült városháza a főtéren áll.
- A katolikus plébánia épülete 1774-ben barokk-klasszicista stílusban épült.
- Evangélikus templomát 1784-ben építették.
- A városnak bányászmúzeuma is van. Anyagát 1766-óta gyűjtötték, azonban csak 1938-ban nyílt meg először a nagyközönség számára.

## Híres emberek
- Itt született 1816. március 2-án Faller Gusztáv bányatanácsos, a selmecbányai bányászakadémia tanára.
- Itt született 1841. július 3-án Bajusz Mihály tanár.
- Itt született 1863. február 16-án Breuer Szilárd építészmérnök.
- Itt született 1875-ben Czölder Dezső festő.
- Itt született 1875. március 30-án Gratz Gusztáv pénzügy-, majd külügyminiszter, közgazdász, történetíró.
- Itt született 1879. november 30-án Gratz Ottó állatorvos, tejgazdasági szakember és szakíró.
- Itt született 1896. március 3-án Flachbarth Ernő nemzetközi- és kisebbségi jogász, egyetemi tanár.
- Itt született 1951. március 14-én Gabriela Rothmayerová szlovák írónő és újságíró.
- Itt hunyt el 1902. május 25-én Hudák Ede Ágoston tanár, entomológus–lepidopterológus.
- Itt dolgozott 1855-56-ban Geyer Gyula (1828–1900) tanár, természetkutató.